# Морарени (Васлуј)
Морарени (рум. Morăreni) насеље је у Румунији у округу Васлуј у општини Александру Влахуца. Oпштина се налази на надморској висини од 191 m.

## Становништво
Према подацима из 2002. године у насељу је живело 282 становника, од којих су сви румунске националности.